# Vortex (Star Trek: Deep Space Nine)
„Vortex” (titlu original: „Vortex”) este al 11-lea episod din primul sezon al serialului TV american științifico-fantastic Star Trek: Deep Space Nine. A avut premiera la 18 aprilie 1993.
Episodul a fost regizat de Winrich Kolbe după un scenariu de Sam Rolfe .

## Prezentare
Odo descoperă că ar mai putea exista și alte ființe asemenea lui, atunci când un vizitator din Cuadrantul Gamma pretinde că-i poate contacta pe semenii săi. 

## Actori ocazionali
- Max Grodénchik - Rom
- Cliff DeYoung - Croden
- Randy Oglesby - Ah-Kel / Ro-Kel
- Gordon Clapp - Hadran
- Kathleen Garrett - Vulcan Captain
- Leslie Engelberg - Yareth